# Aeroportul Hoskins
Aeroportul Hoskins (IATA: HKN, ICAO: AYHK) este un aeroport din Insula Noua Britanie, Islands Region⁠(d), Papua Noua Guinee.
Situat la o altitudine de 20 m, aeroportul dispune de 1 pistă.

## Infrastructură

### Piste
Aeroportul dispune de o singură pistă. Pista 12/30 are suprafața de asfalt și dimensiunile 1.589 m × 30 m. 